# Gundya Tikoa
Gundya Tikoa es el dios supremo de las tribus de hotentotes del África. Creador del primer Hotentote. Como éste cometió innumerables pecados, el dios se indignó y lo maldijo, lo que por rechazo, provocó tal dureza de corazón en los descendientes del primer hombre negro, que no se preocuparon de rendir veneración al ser divino.
Gundya vive en el cielo, más allá de la luna, no se preocupa de los humanos ni para bien ni para mal. Y a veces tiene el capricho de pasar temporadas en el mundo, bajo la apariencia de un hermoso hotentote, confundiéndose con los demás y sin que estas estancias terrestres tengan la menor consecuencia o significado.
- Datos: Q5889280